# Isla Hermano del Norte
La isla Hermano del Norte (en inglés: North Brother Island) también conocida como Île du Nord, es una isla de coral de aproximadamente 6 ha, en el atolón del Banco Gran Chagos del archipiélago de Chagos. Es una de las tres islas en el grupo de tres hermanos en el lado oeste del atolón, y forma parte de la reserva natural estricta del archipiélago de Chagos. Se ha identificado como un Área Importante para las Aves por la organización BirdLife International debido a su importancia como sitio de cría de aves marinas, en particular 20.000 pardelas de Audubon de las cuales 420 parejas se registraron en un estudio de 2004.